# Książę Montrose

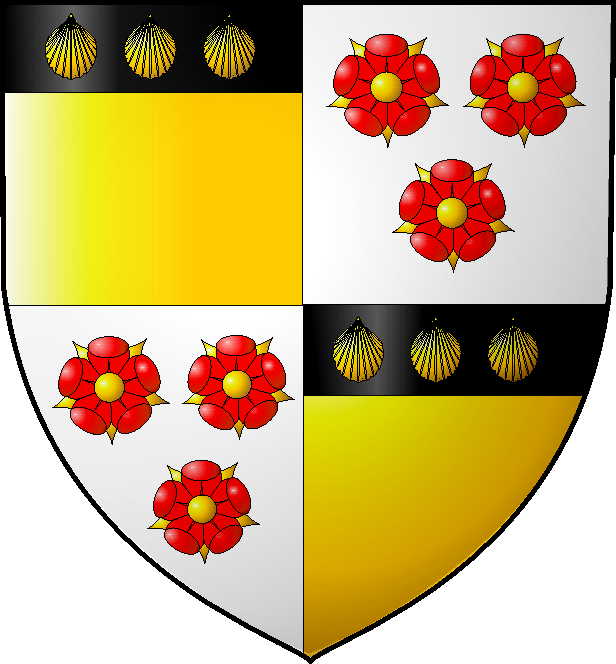
Herb książąt Montrose

## Informacje ogólne
- Tytuł księcia Montrose został kreowany dwukrotnie w parostwie Szkocji - w 1488 i 1707
- Dodatkowe tytuły książąt 2. kreacji:
  - markiz Montrose (kreowany w parostwie Szkocji w 1644)
  - markiz Graham i Buchanan (kreowany w parostwie Szkocji w 1707)
  - hrabia Montrose (kreowany w parostwie Szkocji w 1505)
  - hrabia Kincardine (kreowany w parostwie Szkocji w 1707)
  - hrabia Graham of Belford (kreowany w parostwie Wielkiej Brytanii w 1722)
  - wicehrabia Dundaff (kreowany w parostwie Szkocji w 1707)
  - lord Graham (kreowany w parostwie Szkocji w 1415)
  - lord Aberruthven, Mugdock i Fintrie (kreowany w parostwie Szkocji w 1707)
  - baron Graham of Belford (kreowany w parostwie Wielkiej Brytanii w 1722)
- Książę Montrose jest także głową klanu Graham
- Tytułem grzecznościowym najstarszego syna księcia Montrose jest markiz Graham
- Tytułem grzecznościowym najstarszego syna markiza Graham jest hrabia Kincardine
- Tytułem grzecznościowym najstarszego syna hrabiego Kincardine jest wicehrabia Dundaff
- Rodową siedzibą książąt Montrose jest Auchmar, niedaleko Loch Lomond

## Lista parów
Książęta Montrose 1. kreacji (parostwo Szkocji)
- 1488–1495: David Lindsay, 1. książę Montrose

Lordowie Graham 1. kreacji (parostwo Szkocji)
- 1415–1425: William Graham, 1. lord Graham
- 1425–1466: Patrick Graham, 2. lord Graham
- 1466–1472: William Graham, 3. lord Graham
- 1472–1513: William Graham, 4. lord Graham

Hrabiowie Montrose 1. kreacji (parostwo Szkocji)
- 1505–1513: William Graham, 1. hrabia Montrose
- 1513–1571: William Graham, 2. hrabia Montrose
- 1571–1608: John Graham, 3. hrabia Montrose
- 1608–1626: John Graham, 4. hrabia Montrose
- 1626–1650: James Graham, 5. hrabia Montrose

Markizowie Montrose 1. kreacji (parostwo Szkocji)
- 1644–1650: James Graham, 1. markiz Montrose
- 1650–1669: James Graham, 2. markiz Montrose
- 1669–1684: James Graham, 3. markiz Montrose
- 1684–1742: James Graham, 4. markiz Montrose

Książę Montrose 1. kreacji (parostwo Szkocji)
- 1707–1742: James Graham, 1. książę Montrose
- 1742–1790: William Graham, 2. książę Montrose
- 1790–1836: James Graham, 3. książę Montrose
- 1836–1874: James Graham, 4. książę Montrose
- 1874–1925: Douglas Beresford Malise Ronald Graham, 5. książę Montrose
- 1925–1954: James Graham, 6. książę Montrose
- 1954–1992: James Angus Graham, 7. książę Montrose
- 1992 -: James Graham, 8. książę Montrose

Najstarszy syn 8. księcia Montrose: James Alexander Graham, markiz Graham